# 奧特山
47°37′48″N 15°54′54″E / 47.63000°N 15.91500°E

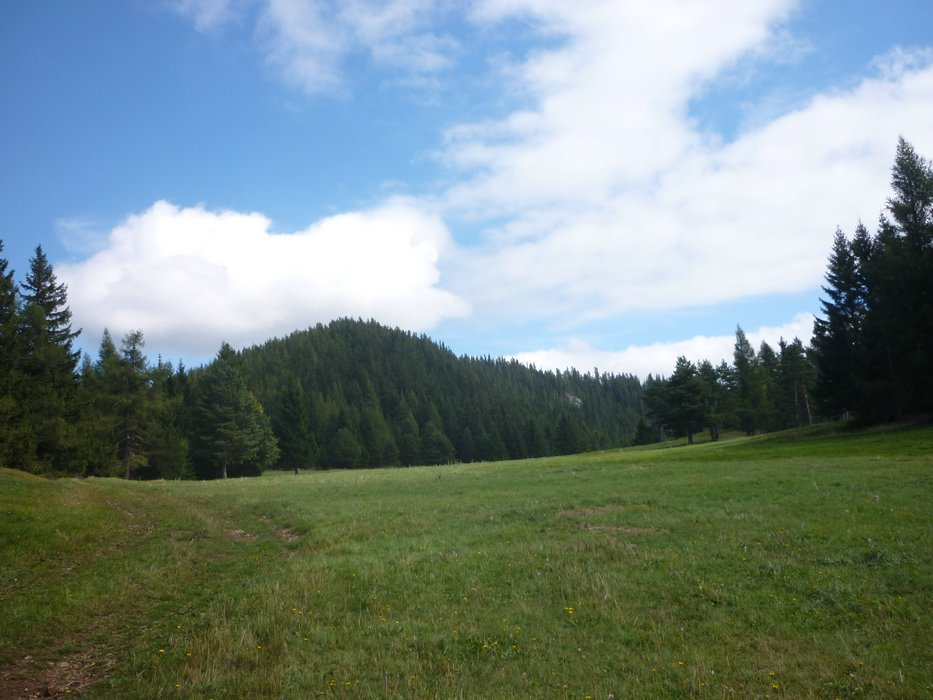

奧特山（德語：Otter），是奧地利的山峰，位於該國東北部，由下奧地利州負責管轄，屬於穆爾以東前阿爾卑斯山脈的一部分，距離松文德施泰因山3.6公里，海拔高度1,358米。